# ハリラオス・バシラコス
ハリラオス・バシラコス （ギリシア語: Χαρίλαος Βασιλάκος、1877年-1969年12月1日）は、ギリシャの陸上競技選手。1896年アテネオリンピックの銀メダリストである。

## 経歴
バシラコスが1896年アテネオリンピックに出場する直前の同年3月に、ギリシャでは第1回近代パンヘレニック競技会が開催された。この大会は、翌月の第1回近代オリンピックの出場選手選抜が目的であった。
選手の多くは、若い新兵の中から、司令官によって運動能力の高い者たちが選ばれた。ペロポネソス半島中央部のトリポリ出身で出身で山に囲まれたマニ半島の村で育ったバシラコスは、すでに長距離選手としての知名度は高かった。パンヘレニック競技会では、バシラコスが3時間18分で勝利した。
バシラコスは、17人が出場した第1回オリンピックのマラソンの出場選手の1人となった。そして、3時間6分3秒のタイムで同じギリシャのスピリドン・ルイスに次いで2着となった。
バシラコスは、その後、アテネの税関の職員となった。